# Dalechampia liesneri
Dalechampia liesneri là một loài thực vật có hoa trong họ Đại kích. Loài này được Huft mô tả khoa học đầu tiên năm 1989.